# Eolo Capritti
Eolo Capritti (Catignano, 2 novembre 1918 – Roma, 15 settembre 2007) è stato un attore italiano.

## Biografia
Si occupò di cinema a partire dal 1948, quando interpretò la parte di un carabiniere nel film Ladri di biciclette di Vittorio De Sica. In seguito entrò nel campo della produzione cinematografica, prima come segretario, poi come ispettore e infine come direttore di produzione.
Interpretò un gerarca fascista nella scena iniziale del film La chiave (1983) di Tinto Brass.
Per le sue caratteristiche fisiche venne scelto anche da Federico Fellini, che gli affidò un ruolo in Ginger e Fred.
Come attore prese parte a moltissimi film, quasi sempre nel ruolo di "duro", utilizzando anche lo pseudonimo di Al Capri, in ruoli secondari come caratterista.

## Filmografia parziale

### Cinema
- Ladri di biciclette, regia di Vittorio De Sica (1948)
- Terzo canale - Avventura a Montecarlo, regia di Giulio Paradisi (1970)
- La mano lunga del padrino, regia di Nardo Bonomi (1972)
- Morbosità, regia di Luigi Russo (1974)
- L'ammazzatina, regia di Ignazio Dolce (1974)
- Emanuelle e Françoise (Le sorelline), regia di Joe D'Amato (1975)
- Il secondo tragico Fantozzi, regia di Luciano Salce (1976)
- La cameriera nera, regia di Mario Bianchi (1976)
- La clinica dell'amore, regia di Renato Cadueri (1976)
- Vento, vento, portali via con te, regia di Mario Bianchi (1976)
- Quelli della calibro 38, regia di Massimo Dallamano (1976)
- La polizia è sconfitta, regia di Domenico Paolella (1977)
- Casa privata per le SS, regia di Bruno Mattei (1977)
- Quando c'era lui... caro lei!, regia di Giancarlo Santi (1978)
- Avere vent'anni, regia di Fernando Di Leo (1978)
- L'anno dei gatti, regia di Amasi Damiani (1978)
- Dottor Jekyll e gentile signora, regia di Steno (1979)
- Giallo a Venezia, regia di Mario Landi (1979)
- Action, regia di Tinto Brass (1980)
- Dolly il sesso biondo, regia di Luigi Russo (1979)
- L'albero della maldicenza, regia di Giacinto Bonacquisti (1979)
- Il lupo e l'agnello, regia di Francesco Massaro (1980)
- Odio le bionde, regia di Giorgio Capitani (1980)
- Una vacanza bestiale, regia di Carlo Vanzina (1980)
- Un sacco bello, regia di Carlo Verdone (1980)
- Sono fotogenico, regia di Dino Risi (1980)
- I miracoloni, regia di Francesco Massaro (1981)
- I carabbinieri, regia di Francesco Massaro (1981)
- Bianco, rosso e Verdone, regia di Carlo Verdone (1981)
- Caligola e Messalina regia di Bruno Mattei (1981)
- Viuuulentemente mia, regia di Carlo Vanzina (1982)
- Banana Joe, regia di Steno (1982)
- Sfrattato cerca casa equo canone, regia di Pierfrancesco Pingitore (1983)
- Al bar dello sport, regia di Francesco Massaro (1983)
- La chiave, regia di Tinto Brass (1983)
- I due carabinieri, regia di Carlo Verdone (1984)
- Ginger e Fred, regia di Federico Fellini (1986)
- La galette du roi, regia di Jean-Michel Ribes (1986)
- Troppo forte, regia di Carlo Verdone (1986)
- Una donna senza nome, regia di Luigi Russo (1987)
- Vado a riprendermi il gatto, regia di Giuliano Biagetti (1987)
- Capriccio, regia di Tinto Brass (1987)
- Tentazione, regia di Sergio Bergonzelli (1987)
- Rosso veneziano, regia di Étienne Périer (1989)
- Paprika, regia di Tinto Brass (1991)
- L'odore della notte, regia di Claudio Caligari (1998)
- Lo strano caso del signor Kappa, regia di Fabrizio Lori (2001)

### Televisione
- Un'isola, regia di Carlo Lizzani – film TV (1986)
- Professione vacanze – serie TV, episodio 1x01 (1987)
- Casa Vianello – serie TV, episodio 1x17 (1988)
- Il vigile urbano – serie TV, episodio 1x04 (1989)

## Doppiatori
- Aldo Barberito in Il lupo e l'agnello
- Sergio Fiorentini in Sono fotogenico
- Enzo Liberti in Odio le bionde
- Renato Mori in Banana Joe
- Max Turilli in Al bar dello sport
- Mario Milita in Sfrattato cerca casa equo canone
- Bruno Alessandro in Il vigile urbano